# Paraíso tropical
 (срп. Тропски рај) бразилска је теленовела, продукцијске куће Реде Глобо, снимана 2007.

## Синопсис
Антенор Кавалканти је моћни предузетник, син бившег робијаша Белисарија, кога не жели у својој близини. Иако ожењен Ана Луисом, Антенор има младу љубавницу Фабијану, адвокатицу Групе Кавалканти. Међутим, Фабијана није једина љубавница коју Антенор има.
Годинама раније, Антенор је изгубио јединог сина, Марсела, када је имао 16 година, и од тада очајнички жели наследника који би преузео контролу над Групом Кавалканти након његове смрти. Како нема сина који би га наследио, као могућег наследника своје империје види младог Данијела Бастоса, сина баштована Нереуа.
Међутим, Данијел није једини у трци за место председника компаније. Олаво Новаес, Антеноров нећак, жели позицију председника по сваку цену. Највећа препрека његовом циљу ће бити Данијел.
Будући да Антенор жели да прошири империју куповином терена које ће претворити у туристичке комплексе, Данијел долази на пут у Бахију да би купио посед који би био претворен у први туристички комплекс групе.
Током пловидбе морем, Данијел доживи несрећу. Спасава га Паула Вијана, скромна и вредна девојка, а током његовог опоравка се Паула и Данијел заљубе једно у друго.
Пошто не жели да Антенорова империја падне у руке сину једног баштована, Олаво му уз помоћ верног сарадника, Жадера, макроа и криминалца, смешта замку, због чега Данијел завршава у затвору. Будући да је Паула Данијелов алиби, Олаво сплеткама успева да Паула оде из Бахије и раздвоји пар.
Паула је ћерка Амелије, бивше проститутке и власнице бордела, где живе многе проститутке, попут Бебел. Бебел је проститутка која је у вези са макроом Жадером, и са њим одлази у Копакабану. Тамо ће упознати Олава, започети страствену везу са њим, и постати његова саучесница у злочинима и сплеткама. Упркос томе, Бебел је особа доброг срца, само спремна на све за Олава, човека кога воли.
На самрти, Паула сазнаје да није Амелијина ћерка, и раздвојена од Данијела, одлази у Рио да пронађе деду, Исидора. Иако не зна, Паула има сестру близнакињу, Таис. Такође, Таис не зна за Паулино постојање. Премда су идентичне, Таис је Паулина сушта супротност. Попут Олава, Таис је амбициозна, окрутна, спремна на све да се домогне циља.
Након што изађе из затвора, Данијел одлучује да потражи Паулу и разјасни све, као и то да спере љагу са свог имена и открије ко му је све то сместио. Међутим, Олаво неће мировати, а ствари ће се додатно закомпликовати када Таис и Паула сазнају за постојање оне друге.
Тако ће почети борба за наследника империје, из које ће само један изаћи као победник…..

## Улоге
| Глумац:           | Улога:                                |
| ----------------- | ------------------------------------- |
| Алесандра Негрини | Паула Вијана Бастос / Таис Грималди   |
| Фабио Асунсао     | Данијел Бастос                        |
| Вагнер Моура      | Олаво Новаес                          |
| Камила Питанга    | Франсисбел "Бебел" дос Сантос Батиста |
| Фернанда Машадо   | Жоана Велозо Шнајдер Гувеја           |
| Марсело Антони    | Касио Гувеја                          |
| Бруно Галијасо    | Иван Кореја Новаес                    |
| Гиљермина Гинле   | Алисе Сампајо                         |
| Тони Рамос        | Антенор Кавалканти                    |
| Глорија Пирес     | Лусија Вилела                         |
| Рене де Вилмонд   | Ана Луиса Кавалканти                  |
| Шико Дијаз        | Жадер                                 |
| Густаво Леао      | Матеус Вилела Гувеја                  |
| Патрисија Вернек  | Камила Велозо Шнајдер Наваро          |
| Пауло Виљена      | Фредерико "Фред" Наваро               |
| Жулијана Дидоне   | Фернанда Наваро                       |
| Родриго Веронезе  | Лукас Абоим                           |
| Вера Олц          | Марион Новаес                         |
| Бет Гулар         | Нели Велозо Шнајдер                   |
| Данијел Дантас    | Хеитор Шнајдер                        |
| Лиди Лисбоа       | Татијана                              |
| Хуго Карвана      | Белисарио Кавалканти                  |
| Јона Магаљаес     | Виржинија Батиста                     |